# Ganzenplein
Het Ganzenplein is een klein plein in Brugge.

## Beschrijving
Het kleine Ganzenplein, oorspronkelijk ook Ganzenhoek genaamd, ligt aan de Ganzenstraat. In 1845 werd er een 'fortje' van tien huisjes gebouwd met de naam 'Ganzenkoertje'.
In 1862 werd een schooltje, met klooster en tuin, gebouwd op initiatief van Edouard de Croeser de Berges (1839-1862).